# ألين روتر فوكين
ألين روتر فوكين (مواليد 10 مايو 1991) هي لاعبة مصارعة حرة ألمانية.